# 板橋郵便局
板橋郵便局（いたばしゆうびんきょく）は、東京都板橋区にある郵便局。民営化前の分類では集配普通郵便局であった。

## 概要
住所：〒173-8799 東京都板橋区板橋2-42-1

### 分室
分室はなし。過去に存在した分室は以下のとおり。
- 保険分室 - 1955年（昭和30年）に廃止された。簡易保険および郵便年金のみ取扱。

## 沿革
- 1872年8月4日（明治5年7月1日） - 板橋郵便取扱所として、下板橋山ノ上に開設[1]。
- 1873年（明治6年）5月1日 - 板橋郵便役所となる[1]。
- 1875年（明治8年）1月1日 - 板橋郵便局（三等）となる[1]。
- 1876年（明治9年）5月1日 - 為替取扱所を設置[1]。
- 1879年（明治12年）8月1日 - 下板橋郵便局に改称。同日、貯金預所を設置[1]。
- 1883年（明治16年）7月11日 - 下板橋郵便支局となる[1]。
- 1885年（明治18年）9月1日 - 下板橋郵便局となる[1]。
- 1888年（明治21年）12月12日 - 板橋郵便局に改称[1]。
- 1897年（明治30年）2月11日 - 板橋郵便電信局となる[1]。
- 1903年（明治36年）4月1日 - 通信官署官制の施行に伴い板橋郵便局となる[1]。
- 1928年（昭和3年）2月6日 - 等級を三等から二等に改定[2]。
- 1947年（昭和22年）5月26日 - 保険分室を、板橋区板橋町八丁目に設置[3]。
- 1955年（昭和30年）
  - 10月10日 - 板橋区板橋町六丁目から、同区板橋町二丁目に局舎を新築、移転。
  - 10月20日 - 保険分室を廃止。
- 1956年（昭和31年）12月1日 - 電話通話事務の取扱を開始。
- 1957年（昭和32年）6月1日 - 和文電報受付事務の取扱を開始。
- 1994年（平成6年）7月1日 - 外国通貨の両替および旅行小切手の売買に関する業務取扱を開始。
- 2007年（平成19年）10月1日 - 民営化に伴い、併設された郵便事業板橋支店に一部業務を移管。
- 2012年（平成24年）10月1日 - 日本郵便株式会社発足に伴い、郵便事業板橋支店を板橋郵便局に統合。
- 2016年（平成28年）2月1日 - ゆうゆう窓口の24時間営業を廃止。

## 取扱内容
- 郵便、印紙、ゆうパック、内容証明
- 貯金、為替、振替、振込、国際送金、外貨両替・トラベラーズチェック、国債、投資信託
- 生命保険、バイク自賠責保険、自動車保険
- ゆうちょ銀行ATM
- 板橋区内の一部地域（〒173-xxxx）の集配業務
- ゆうゆう窓口

## 周辺
- 板橋区役所
- 板橋警察署
- 板橋消防署
- 東京都立北園高等学校

## アクセス
- 東武東上線下板橋駅から徒歩約6分
- 国際興業バス「板橋一」もしくは「板橋四」下車
- 首都高速中央環状線新板橋出口から西へ約600m
- 駐車場あり：2台